# Lieskovec (okres Zvolen)
Lieskovec (maďarsky Újmogyoród) je obec na Slovensku v okrese Zvolen. V obci žije přibližně 1 400 obyvatel. První písemná zmínka o obci pochází z roku 1263.